# Modes de transposició limitada
Els  modes de transposició limitada  són modes musicals descoberts pel compositor francès Olivier Messiaen.
Basat en l'escala cromàtica occidental de dotze notes, aquests modes es componen de diversos grups simètrics, on l'última nota de cada grup és la primera nota del següent. Després de cert nombre de transposicions cromàtiques (és a dir pujant o baixant un semitò) cada mode no es pot transportar més enllà - la transposició següent dona per resultat exactament les mateixes notes que les primeres.
Per exemple, el primer mode conté les notes Do, Re, Mi, Fa #, Sol #, La #, Do; transportant Per cap amunt un semitò ens dona Do #, Re #, Fa, Sol, La, Si, Do #. Transportant això un semitò més amunt ens donaria Re, Mi, Fa #, Sol #, La #, Do, Re que és exactament amb el que comencem.
Messiaen va trobar modes d'emprar tots aquests modes tant harmònicament com melòdicament.
El  primer mode  es divideix en sis grups de dues notes cadascun. És transportable només una vegada. En realitat es tracta de l'escala de tons, bastant emprada des de Debussy.
El  segon mode , també anomenat escala octatònica, es divideix en quatre grups de tres notes cadascun. És transportable dues vegades, com l'acord de sèptima disminuïda. Aquí està, expressat melòdicament:
El  tercer mode  es divideix en tres grups de quatre notes cada un. És transportable tres vegades, com la tríada augmentada. Aquí està, expressat melòdicament:
Aquí hi ha dos modes del  quart tipus , dividits en dos grups de cinc notes cada un, sis vegades transportable, com la quarta augmentada.
La simetria inherent a aquests modes (que vol dir que cap nota es pot percebre com la tònica), juntament amb certs dispositius rítmics, el descriu Messiaen com contenir el que conté "l'encant de les impossibilitats".